# Kontinentální pohár v ledním hokeji 2021/2022
Kontinentální pohár v ledním hokeji 2021/2022 byl 24. ročníkem Kontinentálního poháru v ledním hokeji, druhé nejvyšší evropské klubové soutěže v ledním hokeji pořádané Mezinárodní hokejovou federací. Turnaj začal 24. září 2021 a finálový turnaj se konal od 4. do 6. března 2022.
Polský tým Cracovia poprvé vyhrál turnaj a získal právo účasti v Hokejové lize mistrů 2022/2023.

## Kvalifikované týmy
| Tým                   | Kvalifikace                                                 |
| --------------------- | ----------------------------------------------------------- |
| Nasazení do 3. kola   |                                                             |
| HK Homel              | 2020/21 Běloruská liga ledního hokeje 2. místo              |
| Aalborg Pirates       | 2020/21 Metal Ligaen 2. místo                               |
| HK Poprad             | 2020/21 Tipos extraliga 2. místo                            |
| Sheffield Steelers    | 2019/20 EIHL 3. místo                                       |
| Saryarka Karaganda    | 2020/21 Čempionat Kazachstana po chokkeju s šajboj 1. místo |
| Cracovia              | 2020/21 Polská hokejová liga 2. místo                       |
| Nasazení do 2. kola   |                                                             |
| Ferencvárosi TC       | 2020/21 Erste Liga 1. místo                                 |
| Asiago Hockey 1935    | 2020/21 Lega Italiana Hockey Ghiaccio 1. místo              |
| HK Olimp/Venta 2002   | 2020/21 Latvijas hokeja līga 1. místo                       |
| Gothiques d'Amiens    | 2019/20 Coupe de France 1. místo                            |
| HDD Jesenice          | 2020/21 Slovenska hokejska liga 1. místo                    |
| Sokol Kyjev           | 2020/21 Čempionat Ukrajiny z chokeju 2. místo               |
| Nasazení do 1. kola   |                                                             |
| ASC Corona Brașov     | 2020/21 Liga Națională de hochei 1. místo                   |
| Hockey Punks Vilnius  | 2020/21 Lietuvos čempionatas 1. místo                       |
| KHL Mladost Zagreb    | 2020/21 Prvenstvo Hrvatske u hokeju na ledu 1. místo        |
| Skautafélag Akureyrar | 2020/21 Islandsmot Meistaraflokks 1. místo                  |
| Tartu Välk 494        | 2020/21 Meistriliiga 1. místo                               |
| FC Barcelona          | 2020/21 Superliga Española de Hockey Hielo 1. místo         |
| Buz Beykoz Istanbul   | 2020/21 Türkiye Buz Hokeyi Süper Ligi 1. místo              |

## První kolo

### Skupina A
Hráno v Brašově (Rumunsko) od 24. do 26. září 2021.
| Poř. | Tým                 | Z | V | VP | PP | P | GV | GI | +/- | B |                        |
| ---- | ------------------- | - | - | -- | -- | - | -- | -- | --- | - | ---------------------- |
| 1.   | ASC Corona Brașov   | 3 | 3 | 0  | 0  | 0 | 30 | 3  | +27 | 9 | Postup do druhého kola |
| 2.   | KHL Mladost Zagreb  | 3 | 2 | 0  | 0  | 1 | 16 | 18 | -2  | 6 |                        |
| 3.   | FC Barcelona        | 3 | 1 | 0  | 0  | 2 | 10 | 14 | -4  | 3 |                        |
| 4.   | Buz Beykoz Istanbul | 3 | 0 | 0  | 0  | 3 | 7  | 28 | -21 | 0 |                        |

Všechny časy jsou místní (UTC+3).
| 24. září 2021 14:30 | KHL Mladost Zagreb | 2:10 (0:3, 0:3, 2:4) | ASC Corona Brașov | Brașov Olympic Ice Rink, Brašov Návštěvnost: 300 |  |

| 24. září 2021 18:30 | FC Barcelona | 6:2 (2:1, 1:1, 3:0) | Buz Beykoz SK Istanbul | Brașov Olympic Ice Rink, Brašov Návštěvnost: 70 |  |

| 25. září 2021 14:30 | FC Barcelona | 3:5 (1:1, 2:0, 0:4) | KHL Mladost Zagreb | Brașov Olympic Ice Rink, Brašov Návštěvnost: 20 |  |

| 25. září 2021 18:30 | ASC Corona Brașov | 13:0 (4:0, 4:0, 5:0) | Buz Beykoz SK Istanbul | Brașov Olympic Ice Rink, Brašov Návštěvnost: 300 |  |

| 26. září 2021 14:30 | ASC Corona Brașov | 7:1 (2:0, 2:1, 3:0) | FC Barcelona | Brașov Olympic Ice Rink, Brašov Návštěvnost: 350 |  |

| 26. září 2021 18:30 | Buz Beykoz SK Istanbul | 5:9 (1:2, 1:4, 3:3) | KHL Mladost Zagreb | Brașov Olympic Ice Rink, Brašov Návštěvnost: 35 |  |

### Skupina B
Hráno ve Vilniusu (Litva) od 24. do 26. září 2021.
| Poř. | Tým                   | Z | V | VP | PP | P | GV | GI | +/- | B |                        |
| ---- | --------------------- | - | - | -- | -- | - | -- | -- | --- | - | ---------------------- |
| 1.   | Tartu Välk 494        | 2 | 2 | 0  | 0  | 0 | 14 | 4  | +10 | 6 | Postup do druhého kola |
| 2.   | Hockey Punks Vilnius  | 2 | 1 | 0  | 0  | 1 | 15 | 14 | +1  | 3 |                        |
| 3.   | Skautafélag Akureyrar | 2 | 0 | 0  | 0  | 2 | 7  | 18 | -11 | 0 |                        |

Všechny časy jsou místní (UTC+3).
| 24. září 2021 20:00 | Hockey Punks Vilnius | 3:8 (1:3, 0:0, 2:5) | Tartu Välk 494 | Utenos pramogų arena, Vilnius Návštěvnost: 409 |  |

| 25. září 2021 17:00 | Tartu Välk 494 | 6:1 (2:0, 1:1, 3:0) | Skautafélag Akureyrar | Utenos pramogų arena, Vilnius Návštěvnost: 153 |  |

| 26. září 2021 17:00 | Skautafélag Akureyrar | 6:12 (2:4, 2:5, 2:3) | Hockey Punks Vilnius | Utenos pramogų arena, Vilnius Návštěvnost: 348 |  |

## Druhé kolo

### Skupina C
Hráno v Budapešti (Maďarsko) od 22. do 24. října 2021.
| Poř. | Tým                 | Z | V | VP | PP | P | GV | GI | +/- | B |                        |
| ---- | ------------------- | - | - | -- | -- | - | -- | -- | --- | - | ---------------------- |
| 1.   | HK Olimp/Venta 2002 | 3 | 2 | 0  | 0  | 1 | 10 | 7  | +3  | 6 | Postup do třetího kola |
| 2.   | Sokol Kyjev         | 3 | 2 | 0  | 0  | 1 | 14 | 9  | +5  | 6 |                        |
| 3.   | Ferencvárosi TC     | 3 | 2 | 0  | 0  | 1 | 12 | 6  | +6  | 6 |                        |
| 4.   | Tartu Välk 494      | 3 | 0 | 0  | 0  | 3 | 8  | 22 | -14 | 0 |                        |

Všechny časy jsou místní (UTC+2).
| 22. října 2021 16:00 | Ferencvárosi TC | 8:1 (0:1, 5:0, 3:0) | Tartu Välk 494 | Tüskecsarnok, Budapešť Návštěvnost: 356 |  |

| 22. října 2021 19:30 | Olimp Riga | 4:1 (1:0, 3:1, 0:0) | Sokol Kyjev | Tüskecsarnok, Budapešť Návštěvnost: 250 |  |

| 23. října 2021 16:00 | Ferencvárosi TC | 1:4 (0:2, 1:0, 0:2) | Sokol Kyjev | Tüskecsarnok, Budapešť Návštěvnost: 487 |  |

| 23. října 2021 19:30 | Olimp Riga | 5:3 (0:0, 2:2, 3:1) | Tartu Välk 494 | Tüskecsarnok, Budapešť Návštěvnost: 93 |  |

| 24. října 2021 15:00 | Olimp Riga | 1:3 (0:1, 0:0, 1:2) | Ferencvárosi TC | Tüskecsarnok, Budapešť Návštěvnost: 602 |  |

| 24. října 2021 18:30 | Sokol Kyjev | 9:4 (4:0, 4:2, 1:2) | Tartu Välk 494 | Tüskecsarnok, Budapešť Návštěvnost: 72 |  |

### Skupina D
Hráno v Amiens (Francie) od 22. do 24. října 2021.
| Poř. | Tým                | Z | V | VP | PP | P | GV | GI | +/- | B |                        |
| ---- | ------------------ | - | - | -- | -- | - | -- | -- | --- | - | ---------------------- |
| 1.   | Asiago Hockey 1935 | 3 | 3 | 0  | 0  | 0 | 11 | 7  | +4  | 9 | Postup do třetího kola |
| 2.   | Gothiques d'Amiens | 3 | 2 | 0  | 0  | 1 | 17 | 4  | +13 | 6 |                        |
| 3.   | HDD Jesenice       | 3 | 1 | 0  | 0  | 2 | 9  | 13 | -4  | 3 |                        |
| 4.   | ASC Corona Brașov  | 3 | 0 | 0  | 0  | 3 | 2  | 15 | -13 | 0 |                        |

Všechny časy jsou místní (UTC+2).
| 22. října 2021 16:00 | Asiago Hockey 1935 | 4:3 (0:0, 3:2, 1:1) | HDD Jesenice | Coliséum, Amiens Návštěvnost: 204 |  |

| 22. října 2021 20:15 | Gothiques d'Amiens | 6:0 (2:0, 1:0, 3:0) | ASC Corona Brașov | Coliséum, Amiens Návštěvnost: 1 300 |  |

| 23. října 2021 16:00 | ASC Corona Brașov | 2:4 (0:2, 0:0, 2:2) | Asiago Hockey 1935 | Coliséum, Amiens Návštěvnost: 460 |  |

| 23. října 2021 20:15 | Gothiques d'Amiens | 9:1 (4:0, 3:1, 2:0) | HDD Jesenice | Coliséum, Amiens Návštěvnost: 1 700 |  |

| 24. října 2021 14:00 | HDD Jesenice | 5:0 (Kontumováno) | ASC Corona Brașov | Coliséum, Amiens Návštěvnost: - |  |

| 24. října 2021 18:00 | Asiago Hockey 1935 | 3:2 (1:0, 2:2, 0:0) | Gothiques d'Amiens | Coliséum, Amiens Návštěvnost: 1 600 |  |

## Třetí kolo

### Skupina E
Hráno v Krakově (Polsko) od 19. do 21. listopadu 2021.
| Poř. | Tým                | Z | V | VP | PP | P | GV | GI | +/- | B |                              |
| ---- | ------------------ | - | - | -- | -- | - | -- | -- | --- | - | ---------------------------- |
| 1.   | Saryarka Karaganda | 3 | 3 | 0  | 0  | 0 | 10 | 2  | +8  | 9 | Postup do finálového turnaje |
| 2.   | Cracovia           | 3 | 2 | 2  | 0  | 1 | 8  | 8  | 0   | 4 | Postup do finálového turnaje |
| 3.   | HK Poprad          | 3 | 1 | 0  | 1  | 1 | 6  | 9  | -3  | 4 |                              |
| 4.   | Asiago Hockey 1935 | 3 | 0 | 0  | 1  | 2 | 6  | 11 | -5  | 1 |                              |

Všechny časy jsou místní (UTC+1).
| 19. listopadu 2021 14:00 | HK Poprad | 3:1 (1:0, 1:1, 1:0) | Asiago Hockey 1935 | Adam Roch Kowalski Ice Rink, Krakov Návštěvnost: 100 |  |

| 19. listopadu 2021 19:00 | Cracovia | 0:2 (0:1, 0:1, 0:0) | Saryarka Karaganda | Adam Roch Kowalski Ice Rink, Krakov Návštěvnost: 1 100 |  |

| 20. listopadu 2021 14:00 | Saryarka Karaganda | 4:2 (3:0, 0:1, 1:1) | Asiago Hockey 1935 | Adam Roch Kowalski Ice Rink, Krakov Návštěvnost: 150 |  |

| 20. listopadu 2021 19:00 | HK Poprad | 3:4 po s.n. (1:1, 1:1, 1:1 - 0:0) | Cracovia | Adam Roch Kowalski Ice Rink, Krakov Návštěvnost: 1 300 |  |

| 21. listopadu 2021 14:00 | Saryarka Karaganda | 4:0 (1:0, 1:0, 2:0) | HK Poprad | Adam Roch Kowalski Ice Rink, Krakov Návštěvnost: 250 |  |

| 21. listopadu 2021 19:00 | Asiago Hockey 1935 | 3:4 po prodl. (0:1, 2:1, 1:1 - 0:1) | Cracovia | Adam Roch Kowalski Ice Rink, Krakov Návštěvnost: 1 500 |  |

### Skupina F
Hráno v Aalborgu (Dánsko) od 19. do 21. listopadu 2021.
| Poř. | Tým                 | Z | V | VP | PP | P | GV | GI | +/- | B |                              |
| ---- | ------------------- | - | - | -- | -- | - | -- | -- | --- | - | ---------------------------- |
| 1.   | Aalborg Pirates     | 3 | 2 | 0  | 0  | 1 | 13 | 7  | +6  | 6 | Postup do finálového turnaje |
| 2.   | HK Homel            | 3 | 2 | 0  | 0  | 1 | 9  | 6  | +3  | 6 | Postup do finálového turnaje |
| 3.   | Sheffield Steelers  | 3 | 2 | 0  | 0  | 1 | 6  | 7  | -1  | 6 |                              |
| 4.   | HK Olimp/Venta 2002 | 3 | 0 | 0  | 0  | 3 | 5  | 13 | -8  | 0 |                              |

Všechny časy jsou místní (UTC+1).
| 19. listopadu 2021 16:00 | HK Homel | 3:1 (2:0, 0:1, 1:0) | Olimp Riga | Gigantium, Aalborg Návštěvnost: 237 |  |

| 19. listopadu 2021 19:30 | Aalborg Pirates | 1:3 (0:1, 0:0, 1:2) | Sheffield Steelers | Gigantium, Aalborg Návštěvnost: 752 |  |

| 20. listopadu 2021 16:00 | Sheffield Steelers | 3:2 (1:0, 1:0, 1:2) | Olimp Riga | Gigantium, Aalborg Návštěvnost: 227 |  |

| 20. listopadu 2021 19:30 | HK Homel | 2:5 (1:2, 1:2, 0:1) | Aalborg Pirates | Gigantium, Aalborg Návštěvnost: 716 |  |

| 21. listopadu 2021 15:00 | Sheffield Steelers | 0:4 (0:1, 0:2, 0:1) | HK Homel | Gigantium, Aalborg Návštěvnost: 172 |  |

| 21. listopadu 2021 18:30 | Olimp Riga | 2:7 (1:1, 0:2, 1:4) | Aalborg Pirates | Gigantium, Aalborg Návštěvnost: 816 |  |

## Finálový turnaj
Hráno v Aalborgu (Dánsko) od 4. do 6. března 2022.
| Poř. | Tým                | Z | V | VP | PP | P | GV | GI | +/- | B |                                |
| ---- | ------------------ | - | - | -- | -- | - | -- | -- | --- | - | ------------------------------ |
| 1.   | Cracovia           | 2 | 2 | 0  | 0  | 0 | 6  | 1  | +5  | 6 | Hokejová liga mistrů 2022/2023 |
| 2.   | Saryarka Karaganda | 2 | 1 | 0  | 0  | 1 | 5  | 3  | +2  | 3 |                                |
| 3.   | Aalborg Pirates    | 2 | 0 | 0  | 0  | 2 | 1  | 8  | -7  | 0 |                                |
| 4.   | HK Homel           | 0 | 0 | 0  | 0  | 0 | 0  | 0  | 0   | 0 |                                |

HK Homel byl vyloučen 1. března 2022 kvůli ruské invazi na Ukrajinu v roce 2022.

Všechny časy jsou místní (UTC+1).
| 4. března 2022 19:00 | Cracovia | 2:1 (0:1, 2:0, 0:0) | Saryarka Karaganda | Gigantium, Aalborg Návštěvnost: 203 |  |

| 5. března 2022 19:00 | Aalborg Pirates | 0:4 (0:2, 0:1, 0:1) | Cracovia | Gigantium, Aalborg Návštěvnost: 1 319 |  |

| 6. března 2022 19:00 | Saryarka Karaganda | 4:1 (1:0, 2:0, 1:1) | Aalborg Pirates | Gigantium, Aalborg Návštěvnost: 569 |  |